# Ellipteroides lateralis
Ellipteroides lateralis là một loài ruồi trong họ Limoniidae. Chúng phân bố ở miền Cổ bắc.